# Wiesbaden Phantoms
Die Wiesbaden Phantoms sind eine American-Football-Mannschaft aus Wiesbaden. Trägerverein ist der AFC Wiesbaden Phantoms e. V.

## Geschichte
Die Wiesbaden Phantoms wurden 1984 gegründet und schlossen sich als Abteilung dem 1. Fußballclub Nord Wiesbaden an.
1985 nahm die Mannschaft erstmals am regulären Spielbetrieb teil und startete in der damaligen Regionalliga. 1986 gelang der Aufstieg in die 2. Bundesliga. Im gleichen Jahr gründeten die Phantoms mit dem „American Football Club Wiesbaden e. V.“ ihren eigenen Club.
Durch weitreichende Änderungen an der Ligastruktur sowie sportliche Misserfolge fanden sich die Phantoms nach einigen Jahren in der Oberliga wieder. Für das Jahr 1997 konnte keine Mannschaft gemeldet werden, so dass 1998 ein Neuaufbau in der Landesliga erfolgte.
1998 in der Landesliga gestartet, gelang der direkte Aufstieg in die Oberliga sowie ein Jahr später in die Regionalliga.
Im Jahr 2003 stiegen die Phantoms in die zweite Bundesliga auf. Nach einem vierten Platz 2004 und dem Vizemeistertitel 2005 verpassten sie die Meisterschaft in der Saison 2006 knapp gegen die punktgleichen Weinheim Longhorns. In der Saison 2007 mussten sie sich unter anderem den starken Franken Knights und dem späteren Aufsteiger Munich Cowboys beugen und landeten in der Endabrechnung nach einer überraschenden Niederlage am letzten Spieltag in Königsbrunn auf dem vierten Tabellenplatz. Auch in der Saison 2008 spielten die Phantoms lange um die Meisterschaft mit, mussten sich dann aber doch mit dem dritten Platz hinter den Franken Knights und dem Meister und späteren GFL-Aufsteiger Plattling Black Hawks zufriedengeben. Wie schon in dem Vorjahren als Mitfavorit in die Saison 2009 gestartet, wurden die entscheidenden Partien gegen den einzigen ernsthaften Konkurrenten, die Franken Knights, knapp verloren (9:10 und 10:14) und am Ende der Saison blieb nur der zweite Tabellenplatz. 2010 gelang durch Aufstockung der GFL der Einzug in die Relegation gegen die Weinheim Longhorns und der Aufstieg in die GFL Süd. In der Saison 2011 erreichten die Phantoms den 5. Platz und in der Saison 2012 den sechsten Platz der GFL. 2013 schlossen sie die Tabelle auf dem achten Platz ab und mussten daher in der Relegation gegen die Allgäu Comets antreten. Das Hinspiel ging mit 21:37 verloren, sodass der 44:34-Sieg im Rückspiel den Abstieg in die GFL2 nicht mehr abwenden konnte.
Nach dem Abstieg konsolidierte sich das Team 2014 mit 8:5 Siegen und einem Unentschieden auf Platz zwei der damals sportlich sehr ausgeglichenen GFL2, um 2015 mit einer 7:7-Bilanz auf Rang fünf abzurutschen. An einen Aufstieg war durch die Finanzkraft der Frankfurter Konkurrenz (14:0 Siege) 2015 ebenso wenig zu denken wie 2016, als das monetär ebenfalls gut gepolsterte Ingolstadt ebenfalls eine perfect season spielte und die Phantoms mit ihrer eindrucksvollen 10:4-Saison hinter den Kirchdorf Wildcats (10-3-1) „nur“ auf Platz drei landete.
2017 folgte die „Pestsaison“ unter Head Coach Patrick Griesheimer, die auf Platz sechs beendet wurde und die den Weggang des fast kompletten Coaching Staff und zahlreicher Spieler zur Folge hatte. Mit einem sehr kleinen, in den letzten Saisonspielen von der starken U19 von Head Coach Christian Freund unterstützten Kader unter dem neuen Head Coach Andy McMillan gelang 2018 eine überraschende 7:7-Saison, die am Ende als Fünfter abgeschlossen wurde. 2019 ließen die Phantoms eine 5:7-Bilanz folgen, die für Rang sechs reichte. Die dritte geplante Saison unter McMillan fand aufgrund der Corona-Pandemie 2020 nicht statt.
2020 verpflichteten die Phantoms für das GFL2-Team daraufhin den ehemaligen Marburger Head Coach Tibor Gohmert als neuen Head Coach. Der AFVD setzte den Start der auf zehn Spiele verkürzten Saison 2021 auf Anfang Juni fest.

## Teams

### Jugend
Neben der ersten Herrenmannschaft der Wiesbaden Phantoms gibt es diverse Jugendmannschaften von der U10 (Flagfootball) bis zur U19 (Tackle), so dass Kinder und Jugendliche reibungslos vom Erlernen der Football-Basics bis ins GFL2-Team aufsteigen können.
Das Jugend-Tackle-Team der Phantoms spielt nach vier Hessenmeisterschaften in Folge seit 2008 wieder in der Junioren-Bundesliga GFL Juniors. In den Jahren 2008 bis 2011, sowie wieder 2014 konnte jeweils das Viertelfinale um die Deutsche Juniorenmeisterschaft erreicht werden. 2016 durfte das Team im Viertelfinale nach 2011 erstmals wieder auf eigenem Platz spielen, Gegner waren die Düsseldorf Panther. 2017 erreichte die U19 erstmals das Halbfinale zum „Junior Bowl“, der Deutschen Jugendmeisterschaft. Hier unterlag Wiesbaden dem späteren Deutschen Meister Paderborn Dolphins. 2018 wurde dieser Erfolg wiederholt. Nach der dritten GFL-J-Gruppenmeisterschaft in Folge – mittlerweile waren die Phantoms seit drei Saisons in regulären Spielen ungeschlagen bei nur einem Unentschieden – wurden die Dresden Monarchs im Viertelfinale besiegt, bevor das Team im Halbfinale an Düsseldorf Panther scheiterte. 2019 besiegte die U19 im Viertelfinale die Düsseldorf Typhoons und im Halbfinale in der deutschen Hauptstadt Berlin Adler – damit erreichte das Team erstmals den Junior Bowl (Deutschland) am 24. August 2019 in Schwäbisch Hall. Im Finale unterlag Wiesbaden den Cologne Crocodiles.

### Flag
Mit einer U13-Jugend seit 2013, der U16-Jugend und U19-Jugend, sowie der aus den Bonsai Phantoms entstandenen U13-Flagfootballjugend verfügt der Club über vier weitere Teams im Jugend- und Flag-Football-Spielbetrieb. Im Herren-Flag sind die Phantoms durch die Phantoms Allstars bis auf Bundesebene vertreten.

### Frauen
Im Jahr 2023 wurde bei den Phantoms erstmals eine Damenmannschaft gegründet, die seit 2024 in der 2. Bundesliga teilnimmt. In ihrer Debütsaison konnten die Phantoms Ladies mit nur einer Niederlage den Gruppensieg erzielen und schafften es in den Playoffs bis ins Halbfinale. Dort unterlagen sie mit 6:24 der SG Tübingen/Reutlingen.

## Stadion
Als Heimspielstätte dienen der Sportplatz im Europaviertel „Camp Lindsey“ sowie von 2011 bis 2013 der Helmut-Schön-Sportpark. In der Saison 2018 wurden erstmals seit fünf Jahren zwei GFL-J-Play-off-Spiele der U19 im Helmut-Schön-Sportpark ausgetragen.

## Cheerleading
Cheerleading ist bei den Wiesbaden Phantoms durch vier Teams, sogenannte Squads, vertreten. Den Seniorbereich repräsentieren die Phantastics, den Juniorbereich die Phantasies, seit 2014 gibt es die Pee-Wee-Mannschaft Phairies. Seit einigen Jahren komplettieren die Phancies die Squads.
2006 nahmen die Phantoms erstmals an der Deutschen Meisterschaft teil, 2017 und 2018 wurde nach der vier- beziehungsweise dreifachen Hessenmeisterschaft jeweils Platz fünf auf Bundesebene erreicht! 2019 wurden sowohl die Senior Cheerleader, wie auch das Senior Stunt-Team in Heidelberg Europameister. Das Stunt Team vertrat die Phantoms und Deutschland zudem bei den Weltmeisterschaften in Japan und belegte einen beeindruckenden fünften Rang.

## Weitere Erfolge
| 1986, 2003                   | Aufstieg 2. Bundesliga |
| 2004, 2005, 2006, 2007       | A-Jugend-Hessenmeister |
| 1998                         | Meister Jugendaufbauliga Hessen |
| 2001, 2008, 2009             | Viertelfinale Deutsche Jugendmeisterschaft |
| 2007                         | Aufstieg Jugendbundesliga |
| 2008, 2009, 2011             | B-Jugend-Hessenmeister |
| 2004, 2005, 2007, 2008, 2009 | Flag-Jugend-Hessenmeister |
| 2004                         | 8. Platz deutsche Flag-Jugend-Meisterschaft |
| 2005                         | 4. Platz deutsche Flag-Jugend-Meisterschaft |
| 2007                         | 5. Platz deutsche Flag-Jugend-Meisterschaft |
| 2008                         | 3. Platz deutsche Flag-Jugend-Meisterschaft |
| 2009                         | 4. Platz deutsche Flag-Jugend-Meisterschaft |
| 2008                         | 4. Platz U15-Europameisterschaft |
| 2008, 2009                   | Hessischer Hallenmeister Jugend-Flag |
| 2008                         | Deutscher Hallenmeister Jugend-Flag |
| 2005, 2006, 2008             | Bambini-Hessenmeister |
| 2004, 2005, 2007             | Hessenmeister Senior-Cheerleading |
| 2006                         | 10. Platz Deutsche Cheerleading-Meisterschaft |
| 2004, 2007                   | Hessenmeister Junior-Cheerleading |
| 2010                         | Aufstieg 1. Bundesliga |
| 2011                         | U19 Meister Jugendbundesliga Mitte |
| 2014                         | U15-Flagfootball-Hessenmeister |
| 2015                         | Hessenmeister Pee-Wee-Cheerleading |
| 2015                         | C-Jugend-Hessenmeister (U15) |
| 2016                         | U13-Hessenmeister U16-Hessenmeister (perfekte Saison) U19-Meister Jugendbundesliga Mitte U21-Hessenmeister |
| 2017                         | U19-Meister Jugendbundesliga Mitte U19-Halbfinalist um die Deutsche Meisterschaft U13-Hessenmeister 5. Platz Deutsche Cheerleading-Meisterschaft 4× Hessenmeister Cheerleading                                                      |
| 2019                         | U19-Meister Jugendbundesliga Mitte U19-deutsche Vize-Meisterschaft U16-Hessenmeister Europameisterschaft Cheerleading Senior / Senior Stunt Team 5. Platz Cheerleading Weltmeisterschaft (Stunt Team) 3× Hessenmeister Cheerleading |

## Belege
1. ↑  German Football League Juniors - Spielplan. Archiviert vom Original am 13. November 2017; abgerufen am 12. November 2017.
2. ↑  Oliver Gebhardt: Ladies - 2. Damenbundesliga. 4. November 2023, abgerufen am 28. Februar 2024 (deutsch).